# Schifer (Adelsgeschlecht)

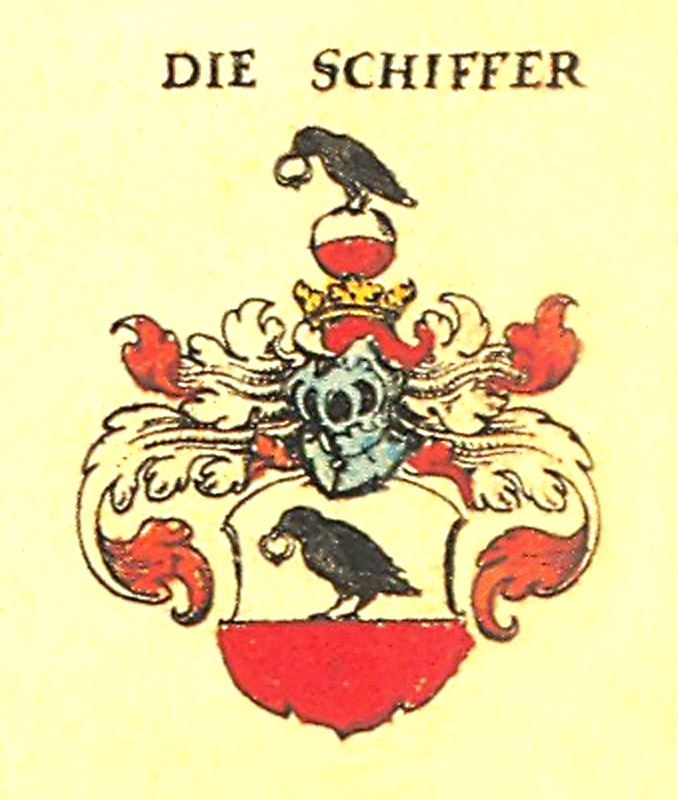
Stammwappen der Schif(f)er bei Johann Siebmacher

Die Schifer waren ein österreichisches Adelsgeschlecht, das aus Oberösterreich stammte, später aber auch in Niederösterreich und Schwaben ansässig war. Besondere Bedeutung erlangte es in Eferding mit der Gründung des späteren k.k. landesfürstlichen Baron Schifer'schen Erbstiftes.

## Geschichte

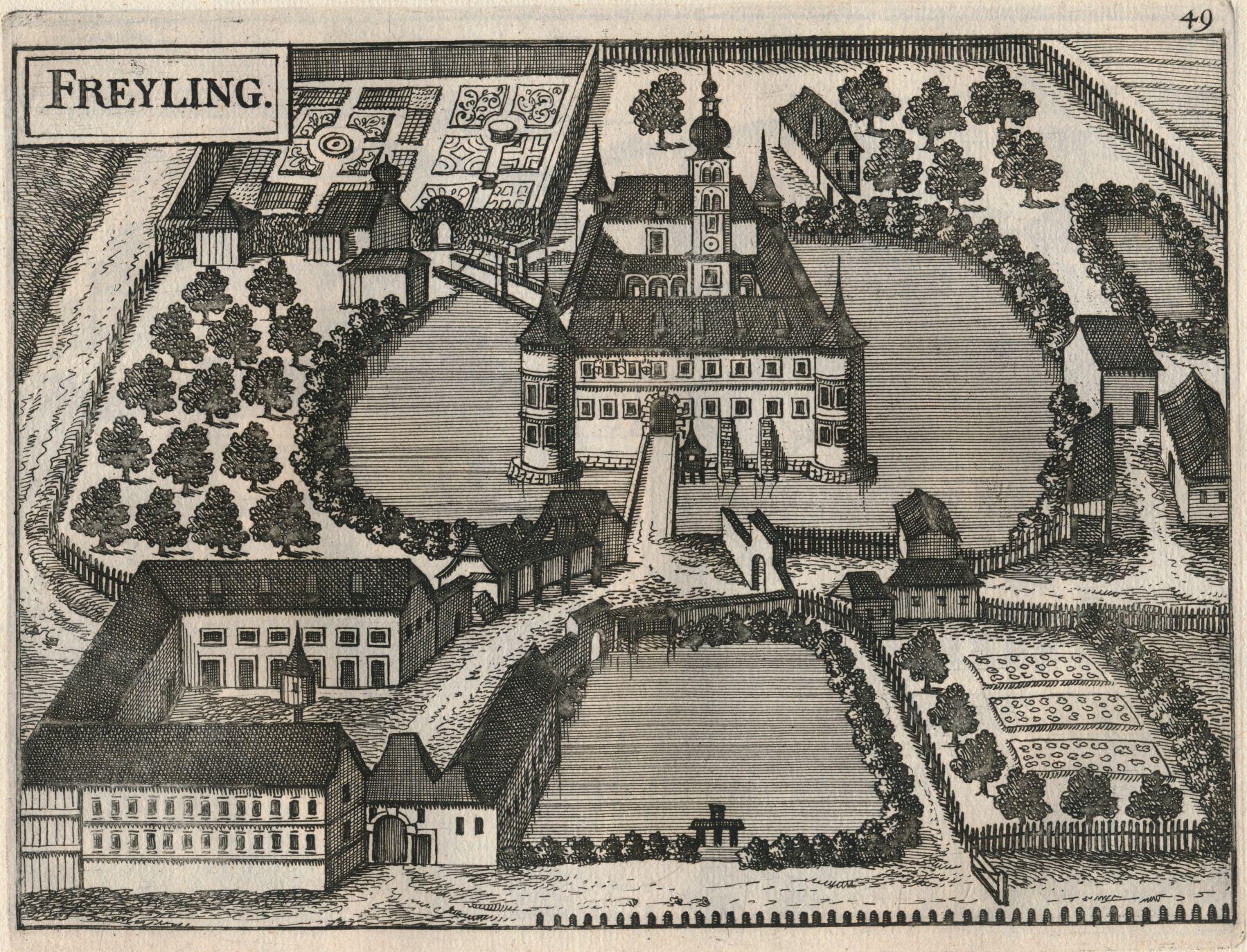
Schloss Freiling um 1674, Stich von Georg Matthäus Vischer

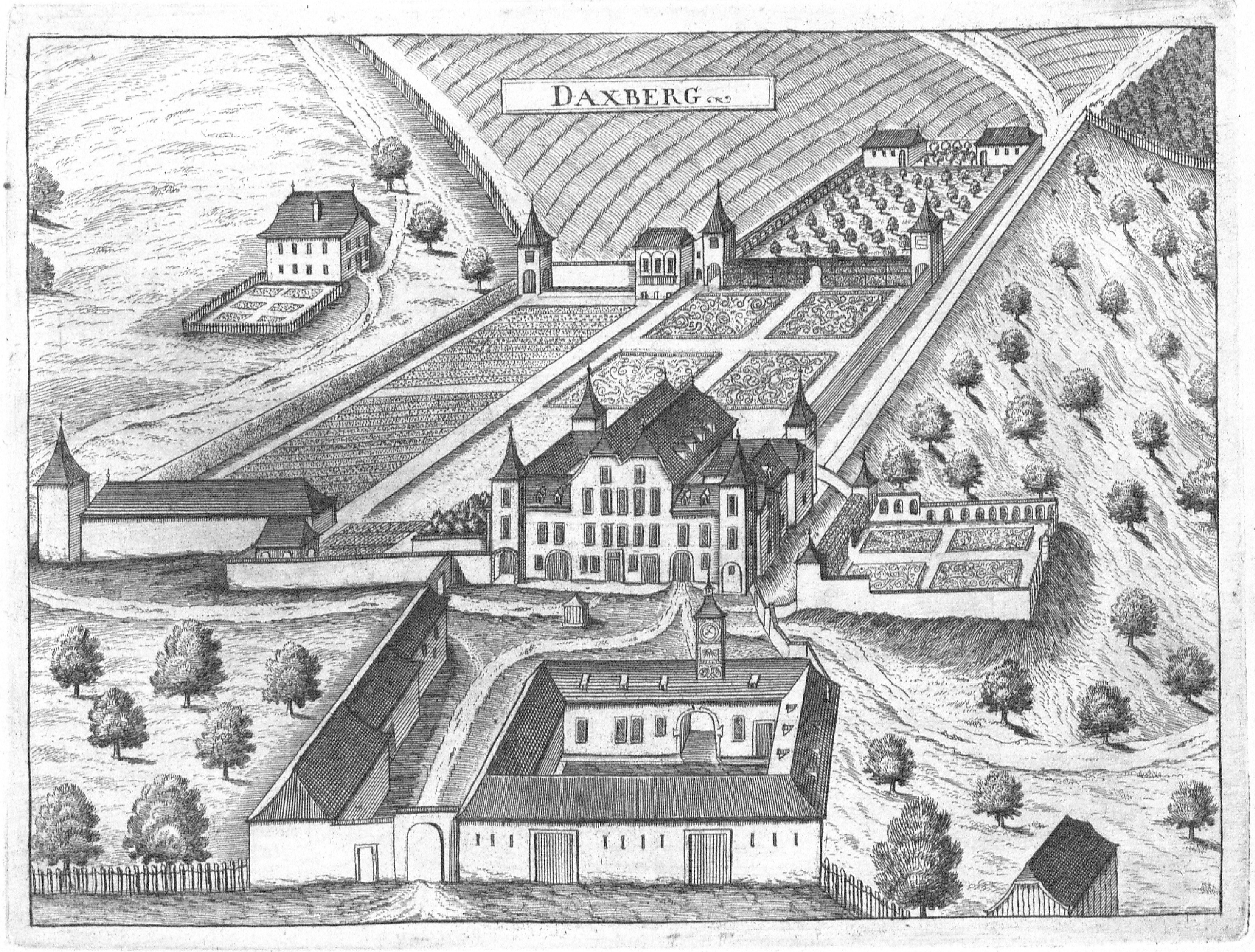
Schloss Dachsberg um 1674, Stich von Georg Matthäus Vischer

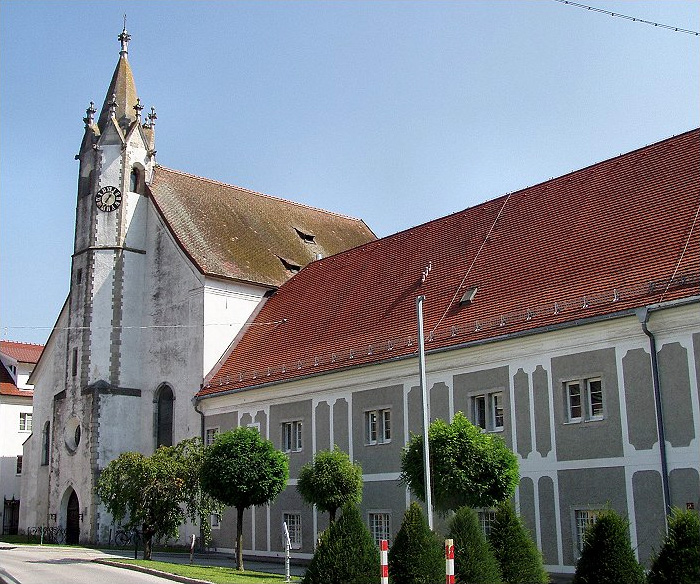
Spitalskirche mit Schiferstift am Schiferplatz in Eferding

Das um die Mitte des 13. Jahrhunderts unter den Gefolgsleuten der Schaunberger auftretende Rittergeschlecht stammt wahrscheinlich von den Herren von Natternbach ab. 
Im 14. und zu Beginn des 15. Jahrhunderts treten die Schifer vielfach als Schaffer, Pfleger und Burggrafen auf. Der Hauptstamm des Geschlechtes war auf Hueb nächst Peuerbach (der Schifershueb) ansässig. 1325 gründeten die Schifer zu Eferding ein Spital für ihre bedürftigen Untertanen samt Kirche, über das sie bis zu ihrem Aussterben die Vogtei behielten.
Im 16. Jahrhundert bestand das Geschlecht aus mehreren Zweigen, von denen einer die Zugehörigkeit zum Ritterkanton Neckar-Schwarzwald erwarb, einige Schifer schlossen sich in dieser Zeit auch der Reformation an. Benedikt Schifer tat sich als Feldhauptmann im Bauernkrieg 1525 besonders hervor. 
Die Schifer waren u. a. auf den Schlössern Freiling bei Oftering und Dachsberg bei Prambachkirchen ansässig und traten deshalb u. a. als Schifer Freiherren von und zu Freyling und Daxberg auf.
Am 16. April 1605 wurden die Schifer durch Kaiser Rudolf II. in den Freiherrenstand erhoben. Alexander Schifer Freiherr von und zu Freiling auf Dachsberg und Lichtenau (1612–1661) stand während des Dreißigjährigen Krieges als Kroaten-Obrist in kaiserlichen Diensten und erwarb 1649 das Schloss Falkenburg in Irdning. Erasmus Freiherr von Schifer heiratete 1651 Marie Sophie, die Tochter des ohne männliche Nachkommen verstorbenen Johann Friedrich Freiherrn von Sonderndorf (1603–1667), Herrn auf Illmau, Atzelsdorf, Harras und Mittergrabern, der in Wien das spätere Palais Starhemberg besaß. Mit Diplom vom 9. Februar 1668 wurde Erasmus Freiherr von Schifer die Vereinigung seines Wappens mit dem der Sonderndorfer genehmigt, sein Sohn Siegmund Ernst erlangte 1708 auch die Namensvereinigung als Freiherr von Schifer und Sonderndorf.
Der letzte Vertreter der Eferdinger Linie und Erbvogt des Spitals, Georg Siegmund Freiherr von Schifer und Sonderndorf, war Pfarrer zu Wieselburg und starb 1738. Die Erbvogtei ging nun an die niederösterreichische Linie über, mit der das Geschlecht 1758 erlosch.

## Wappen
Das Stammwappen der Schifer war: von Silber und Rot geteilt, oben ein schwarzer Rabe mit einem goldenen Ring im Schnabel.